# Pasapiezas
Ajedrez Pasa-piezas o pasapiezas (también conocido como escandinavas, ajedrez del manicomio, ajedrez siamés, ajedrez tándem, ajedrez de intercambio, ajedrez doble, Taxi o catch a 4) es una popular variante del ajedrez clásico jugada en dos tableros por cuatro jugadores en dos equipos.  Se aplican las reglas de ajedrez, excepto que las piezas capturadas en un tablero se pasan a los jugadores del otro, quienes tienen la opción de ubicarlas en su propio tablero.
Se juega usualmente a un ritmo de juego rápido;  esto, junto con el paso y captura de piezas, puede hacerlo parecer, para el espectador casual, un juego caótico y aleatorio. Se juega tradicionalmente como diversión entre ajedrecistas tanto en el tablero como en línea. Anualmente, gran cantidad de torneos de pasapiezas se organizan a nivel nacional e internacional.

## Reglas
| a8 | b8 | c8 | d8 | e8 | f8 | g8 | h8 |
| a7 | b7 | c7 | d7 | e7 | f7 | g7 | h7 |
| a6 | b6 | c6 | d6 | e6 | f6 | g6 | h6 |
| a5 | b5 | c5 | d5 | e5 | f5 | g5 | h5 |
| a4 | b4 | c4 | d4 | e4 | f4 | g4 | h4 |
| a3 | b3 | c3 | d3 | e3 | f3 | g3 | h3 |
| a2 | b2 | c2 | d2 | e2 | f2 | g2 | h2 |
| a1 | b1 | c1 | d1 | e1 | f1 | g1 | h1 |

| a8 | b8 | c8 | d8 | e8 | f8 | g8 | h8 |
| a7 | b7 | c7 | d7 | e7 | f7 | g7 | h7 |
| a6 | b6 | c6 | d6 | e6 | f6 | g6 | h6 |
| a5 | b5 | c5 | d5 | e5 | f5 | g5 | h5 |
| a4 | b4 | c4 | d4 | e4 | f4 | g4 | h4 |
| a3 | b3 | c3 | d3 | e3 | f3 | g3 | h3 |
| a2 | b2 | c2 | d2 | e2 | f2 | g2 | h2 |
| a1 | b1 | c1 | d1 | e1 | f1 | g1 | h1 |

| a8 | b8 | c8 | d8 | e8 | f8 | g8 | h8 |
| a7 | b7 | c7 | d7 | e7 | f7 | g7 | h7 |
| a6 | b6 | c6 | d6 | e6 | f6 | g6 | h6 |
| a5 | b5 | c5 | d5 | e5 | f5 | g5 | h5 |
| a4 | b4 | c4 | d4 | e4 | f4 | g4 | h4 |
| a3 | b3 | c3 | d3 | e3 | f3 | g3 | h3 |
| a2 | b2 | c2 | d2 | e2 | f2 | g2 | h2 |
| a1 | b1 | c1 | d1 | e1 | f1 | g1 | h1 |

| a8 | b8 | c8 | d8 | e8 | f8 | g8 | h8 |
| a7 | b7 | c7 | d7 | e7 | f7 | g7 | h7 |
| a6 | b6 | c6 | d6 | e6 | f6 | g6 | h6 |
| a5 | b5 | c5 | d5 | e5 | f5 | g5 | h5 |
| a4 | b4 | c4 | d4 | e4 | f4 | g4 | h4 |
| a3 | b3 | c3 | d3 | e3 | f3 | g3 | h3 |
| a2 | b2 | c2 | d2 | e2 | f2 | g2 | h2 |
| a1 | b1 | c1 | d1 | e1 | f1 | g1 | h1 |

Pasapiezas es una variante de ajedrez que se juega en dos tableros de ajedrez por cuatro jugadores en equipos de dos. Cada miembro de un equipo se enfrenta a uno del otro. Los compañeros se sientan uno al lado del otro, uno con negras y el otro con blancas. Cada jugador juega contra su oponente como en ajedrez, con las excepciones mencionadas anteriormente.

### Piezas capturadas
Un jugador que capture una pieza la pasa a su compañero. El compañero guarda esa pieza como reserva y puede, en lugar de hacer un movimiento, ubicarla en el tablero
(como en shōgi y casa de locos). Las piezas sólo pueden ponerse en casillas vacías, la excepción es el peón que no puede ubicarse en la primera, última y penúltima fila (o sea la anterior al área de coronación). Los peones puestos pueden ser promovidos (coronados), al hacerlo se retira la pieza elegida del contrincante del compañero de quien corona y este recibe el peón el cual guarda en su reserva (ejemplo: 1-2 vs. 3-4; 1 vs 3, 4 vs 2, 2 corona y elige un caballo, lo toma de 3 solamente si este tiene un caballo, si no lo tiene, 2 tiene que elegir otra pieza, luego 2 le da su peón a 3). Un peón que se situó en la segunda fila puede mover dos casillas en su primer movimiento. Las piezas de reserva deben mantenerse en frente del tablero, siempre visibles para todos los jugadores.
En algunas variantes del juego, se mantiene el peón en el tablero, aunque con la posibilidad de mover como la pieza coronada (dama o caballo, pues en pasapiezas no existe el ahogado y la subpromoción de torre o alfil sería un absurdo) y, si fuese capturada, se pasará como un peón (de ahí que en esta variante, los peones se lleguen a considerar tan valiosos como un alfil)

### El reloj y realización de jugadas
El ajedrez pasapiezas se juega comúnmente con reloj para prevenir que los jugadores esperen indefinidamente por piezas. Los relojes se ubican en el exterior para que puedan mirarse los dos relojes. Al inicio del juego, los jugadores con piezas negras ponen a correr ambos relojes simultáneamente.
En pasapiezas usualmente las jugadas no se consideran completas hasta presionar el reloj.
Pasapiezas puede jugarse sin reloj, pero suelen adicionarse reglas para prevenir que un jugador espere por la llegada de alguna pieza indefinidamente. Una regla consiste en que el jugador no puede tardar en hacer una jugada más que el tiempo que tarda a su compañero hacer tres.

### Fin del juego
La partida termina cuando uno de los juegos termina. Un juego se gana cuando un jugador recibe mate, se resigna, se le acaba el tiempo o cuando se hace una jugada ilegal y es descubierto por alguien del equipo contrario. Puede quedar tablas si se acuerda o cuando dos jugadores quedan sin tiempo simultáneamente. La regla de los tres movimientos puede aplicar, dependiendo de reglas locales, en este caso no se toman en cuenta las piezas en la mano.
De manera alternativa, cuando un tablero termina puede continuarse el juego en el otro. En este caso, las piezas de la mano pueden seguir usándose, pero no se pasan nuevas piezas. El resultado del juego se decide sumando el puntaje de los dos tableros.[cita requerida]

### Comunicación
Normalmente se permite hablar entre compañeros durante el juego. Se puede, por ejemplo, pedir una pieza específica, realizar más cambios, no intercambiar unas piezas, sugerir movimientos o decirle al compañero que no juegue. Frases como "¡Caballo y mate!" o "¡Una Dama por lo que sea!" son comunes, y puede conducir a sacrificio aparentemente absurdos en el otro tablero. No obstante, no está permitido participar físicamente en el tablero del compañero.

## Variaciones
Hay muchas variaciones de pasapiezas, especialmente en la forma en que se ponen las piezas de la mano. Se incluyen algunos ejemplos:
- Las piezas no pueden ponerse dando jaque o jaque mate. Esta variación es común en Europa y algunas veces se refiere a éste como ajedrez tándem.[9][10]
- Las piezas sólo pueden situarse en la mitad del tablero del lado del jugador.
- Se continúa jugando hasta terminar ambas partidas.
- Los reyes pueden ser capturados y el juego termina cuando un equipo tiene todos los reyes en el tablero.
- Los peones no pueden ponerse en la séptima (a veces sexta) fila.
- Los peones pueden ponerse en la primera fila.

Es posible jugarlo con sólo dos jugadores (uno por equipo), teniendo cada jugador que mover en ambos tableros. Análogo a ajedrez simultáneo, esta forma de juego es llamada pasapiezas simultáneo. Puede también jugarse con un solo reloj jugando en un orden específico (BlancoA, BlancoB, NegroB, Negro A) y presionando el reloj después de cada jugada esta variación es útil para jugar  por correo.
Pasapiezas se puede jugar con tres o más tableros. Se juega de la misma forma con tableros ubicados con colores alternados y un reloj por tablero.  Luego de capturar una pieza, el jugador debe decidir a cual compañero pasar las piezas. En el caso de tener tres tablero, el jugador del medio es clave, ya que éste recibe material de dos tableros y tiene que decidir como divide las piezas capturadas. El tablero central comúnmente se torna muy "poblado" por tener el doble de piezas disponibles.

## Estrategia

### Material
En ajedrez una ventaja menor de material es importante, pues esta ventaja puede hacerse mayor. Como se adicionan piezas al tablero, no existe como tal el final en pasapiezas y el material es menos importante. Es común sacrificar piezas mientras se está atacando, defendiendo o cazando alguna piezas que requiere el compañero.[cita requerida]
Un sistema para evaluar el valor del material es sumar el valor de las piezas en el tablero. En ajedrez, a un peón se le asigna un valor unitario, al alfil o caballo alrededor de tres, una torre cinco y a la dama nueve (Estos valores dependen de la posición. Además diversos autores tienen ciertas diferencias). Estos valores son la consecuencia de las diferencias en molvilidad de las piezas. En pasapiezas el valor de las piezas difiere porque las piezas de la mano tienen, esencialmente, la misma movilidad pues pueden ser ubicadas en cualquier casilla vacía. El peón relativamente gana importancia, su movilidad limitada no afecta a los peones de la mano. Pueden ser situados, por ejemplo, para tapar jaques de no contacto. También pueden ubicarse en la séptima fila, a un paso de ser promovidos, lo que les da más importancia. Piezas de gran movilidad como la dama y la torre pierden valor relativo, gracias al cambio constante de estructura de peones. También son más propensos a ser acorralados. Un sistema de valoración comúnmente utilizado es peón = 1, alfil = caballo = torre = 2 y dama = 4. aunque dependiendo de la variante de pasapiezas (fundamentalmente de la legalidad de colocar piezas en jaque), el valor del caballo puede dispararse.

### Coordinación
Como las piezas capturadas se dan al compañero, lo que pasa en un tablero afecta lo que pasa en el otro. Es importante para los compañeros de equipo comunicarse durante el juego. Una petición común de un jugador atacante podría ser "los cambios son buenos", mientras que jugadores en problemas podrían no desear cambios y podrían decir algo como "los cambios no me convienen". Igualmente un jugador puede pedir una piezas p.e. "un caballo gana una dama" o pedir no cambiarla p.e. "con una torre me matan".
Otra situación común en el juego es que un jugador no mueva. Esto puede pasar en la espera de una pieza o por petición del compañero. Supóngase que un jugador está bajo ataque, y un peón adicional podría matarlo; como el compañero no puede prevenir la captura en la siguiente jugada su única alternativa es esperar. Sería perfectamente lógico para el atacante esperar también, hasta que le llegue el peón. La situación, en donde los oponentes en diagonal esperan al mismo tiempo se conoce como "sitzkrieg" (en alemán guerra de esperas). La diferencia de tiempo entre los oponentes diagonales es más importante que la diferencia en el reloj entre oponentes del mismo tablero.
Además de esta comunicación activa, un buen jugador de pasapiezas trata de coordinar silenciosamente echando una mirada al otro tablero y haciendo jugadas acordes. Esto puede significar una sola ojeada al otro tablero antes de cambiar damas, o jugar una apertura adaptada al otro tablero.

### Ataque y defensa
Atacar puede ser dar jaque al oponente pero también controlar casillas vitales alrededor del rey. Es una parte esencial del juego en pasapiezas. Desde el punto de vista de un jugador, atacar el rey tiene importantes ventajas sobre defender o intentar ganar material:
- Por la posibilidad de poner pieza, ataques exitosos pueden conducir rápidamente a mate.
- El jugador atacante tiene la iniciativa, es el que controla el tablero, mientras el oponente puede responder. Esto tiene además consecuencias importantes en el otro tablero.
- Es más fácil atacar que defender. Un error en la defensa puede tener consecuencias más graves que un error en el ataque. Entonces, el defensor debe ser más preciso, lo que puede dar una ventaja de tiempo al atacante.

Es común sacrificar material para crear, o sostener un ataque. Un ataque característico es el llamado "tormenta de piezas", en donde un jugador pone piezas tras piezas con jaque. Jaques de contacto, los que obligan al rey moverse, son muy importantes. Pueden usarse para llevar el rey a "campo abierto", lejos de sus defensores, mientras previene que el oponente ponga nuevo material en el tablero.
La comunicación entre compañeros es esencial en una buena defensa. Cuando un compañero está atacado, el otro debe tener cuidado con las piezas que pueden hacerle más daño. Aceptar un sacrificio puede ser letal. Por otro lado, es una pieza menos que el atacante tiene para jugar, y una pieza más para el compañero del defensor. Los sacrificios dan al compañero del defensor la oportunidad de tomar la iniciativa.

### Apertura
Hay significativamente menos aperturas de pasapiezas que aperturas de ajedrez. Muchas aperturas de ajedrez crean debilidades que pueden ser fácilmente explotadas en pasapiezas. Por ejemplo, no se recomienda mover otros peones diferentes a los de d y e. Las aperturas de pasapiezas son orientadas a dominar casillas vitales y a un desarrollo rápido. Las piezas capturadas están disponibles después de unas pocas jugadas y es importante desarrollarse en esta etapa pues luego puede que no haya tiempo para hacerlo. El desarrollo ayuda a defenderse de ataques prematuros con piezas de la mano.
En aperturas típicas, el enroque no se recomienda para jugadores inexpertos. Un rey enrocado está atrapado en un lado del tablero, y es inherentemente más difícil defenderse. Hay además pocas rutas para escapar.

## Anotación y juego de muestra

Ejemplo de partida de pasapiezas.

Se puede usar el sistema algebraico para anotar las partidas de pasapiezas.  Se usan diferentes notaciones para la colocación de piezas en el tablero. Los servidores de ajedrez FICS e ICC usan la arroba @,  N@f1 (caballo puesto en f1), Q@e6+ (dama puesta en e6, jaque) o P@h7 (peón puesto en h7).
Gracias al rápido ritmo de juego, normalmente no se anotan las partidas jugadas sobre el tablero. Con la llegada del ajedrez en línea se logró guardar los juegos sistemáticamente. El formate en el que están guardadas es BPGN (del inglés, Bughouse Portable Game Notation que traduce Notación Portátil de Juegos de Pasapiezas), una extensión del an extension of the Portable Game Notation para ajedrez. Software, como BPGN viewer puede usarse para ver y analizar partidas de pasapiezas. A continuación un ejemplo de un juego en formato BPGN.
```
[Evento "Partida de pasapiezas con puntuación"]
[Sitio "servidor de ajedrez X"]
[Fecha "2004.04.12"]
[BlancoA "BA"][EloBlancoA "1970"]
[NegroA "NA"][EloNegroA "2368"]
[BlancoB "WB"][EloBlancoB "1962"]
[NegroB "NB"][EloNegroB "2008"]
[Control de tiempo "180+0"]
[Resultado "0-1"]
1A. e4 {180} 1a. Nc6 {180} 1B. d4 {179} 2A. Nc3 {179}
1b. Nf6 {178} 2a. Nf6 {178} 2B. d5 {178} 3A. d4 {177}
2b. e6 {177} 3a. d5 {177} 3B. dxe6 {176} 4A. e5 {176}
3b. dxe6 {176} 4B. Qxd8+ {175} 4a. Ne4 {175}
4b. Kxd8 {175} 5B. Bg5 {174} 5A. Nxe4 {174}
5a. dxe4 {173} 5b. Be7 {173} 6A. Nh3 {173}
6B. Nc3 {172} 6a. Bxh3 {171} 6b. N@d4 {171}
7A. gxh3 {171} 7a. Nxd4 {170} 7B. O-O-O {169}
8A. P@e6 {168} 7b. Nbc6 {168} 8B. Bxf6 {166}
8a. N@f3+ {165} 9A. Qxf3 {165} 8b. Bxf6 {164}
9a. Nxf3+ {164} 10A. Ke2 {164} 9B. e3 {164}
10a. Q@d2+ {164} 11A. Bxd2 {164} 11a. Qxd2+ {164}
{Jaque mate a BA} 0-1
```

## Dónde jugar

### Sobre el tablero
Este tipo de juego se puede jugar sobre el tablero (la forma más usada).Poco se conoce sobre la historia del pasapiezas,  pero parece que se desarrolló a principio de los 1960s. Hoy en día es muy popular como una diversión en clubes locales de ajedrez en Europa y Estados Unidos. Grandes Maestros como Levon Aronian, Joel Benjamin, Yasser Seirawan, Andy Soltis, John Nunn, Jon Speelman, Serguéi Kariakin, Michael Adams, Emil Sutovsky y Michael Rohde juegan pasapiezas.
Con la ausencia de una Federación Internacional, la competencia sobre el tablero está un poco retrasada. No existe campeonato mundial. Unos pocos países organizan torneos de pasapiezas en conjunto con las federaciones nacionales de ajedrez. Algunos ejemplos:
- El festival internacional anual Abierto Checo, corresponde al torneo de pasapiezas de la República Checa.[35]
- Anualmente, la USCF organiza un torneo de pasapiezas como parte del National Junior High (K-9) Championship y el National High School (K-12) Championship.[36][37]

Otros torneos organizados en privado:
- Uno de los torneos internacionales más grandes es el torneo anual de Berlín.[38] En 2007 se celebró su sexta versión, es popular entre los mejores jugadores de FICS. El Gran Maestro Levon Aronian jugó en 2005 ey tomó el segundo lugar con su compañero Vasiliy Shakov.[39]
- Desde 2000 hay un torneo anual de pasapiezas en Ginebra, que atrae a los mejores jugadores europeos.[28][40]

### En línea
Se puede jugar pasapiezas en línea en servidores de ajedrez como FICS y ICC desde 1995. FICS es el servidor más activo de pasapiezas (en 2006), y por ende atrae a los mejores jugadores del mundo. Entre estos se pueden incluir, Levon Aronian, Maarten Aronsson, Igor Bjelobrk, Jeremy Keller, Kazim Gulamali, André Nilsson, Peter Minear y Linus Olsson.
En línea se juega de la misma manera que sobre el tablero, pero algunos aspectos son únicos del juego en línea. En el tablero la comunicación es entre los cuatro jugadores, mientras que en línea usualmente se hace con mensajes privados entre compañeros. Esto hace a la comunicación un arma más poderosa. Es, además, más fácil coordinar pues el segundo tablero está más visible en la pantalla. El aspecto del tiempo se ve alterado con la posibilidad de jugar antes que el compañero haga su jugada y con la existencia del lag. Cuando la diferencia de tiempos en diagonal se hace muy grande puede llevar a reiniciar el juego.
Algunas interfaces compatibles con los servidores de ajedrez en pasapiezas son Thief y BabasChess. Tienen la habilidad de mostrar ambos tableros al mismo tiempo y almacenar juegos, tiene también botones de comunicación entre compañeros y un indicador de lag. Se han escrito módulos compatibles con Xboard que soportan el juego de pasapiezas como Sunsetter, Sjeng y TJchess. Aunque son más rápidos que los humanos, carecen de entendimiento posicional y de habilidades de coordinación y comunicación, fundamentales en este juego.

## Controversia
El ajedrez pasapiezas crea controversia entre los profesores de ajedrez. La impresión mayoritaria es que no tiene un efecto positivo en jugadores novatos de ajedrez. En palabras de Susan Polgar: "Si tus chicos quieren jugar pasapiezas por diversión, está bien. Pero recuerda que no es ajedrez y no tiene un valor positivo para el ajedrez. De hecho, yo recomiendo no jugar pasapiezas durante un torneo." Un argumento que soporta esta visión es que el pasapiezas distorsiona el patrón de reconocimiento típico usado en ajedrez. Otro argumento es que el pasapiezas descuida el valor posicional por su juego altamente táctico. Por otro lado, no hay evidencia de que pasapiezas dañe a jugadores experimentados. En palabras de Levon Aronian: "El pasapiezas es bueno para los jugadores que ya saben ajedrez. ... yo comencé a jugarlo cuando ya tenía el nivel de maestro, ya ves, y yo pienso que es bueno para mi imaginación, para desarrollar nuevas ideas."